# Pont-lès-Bonfays
Pont-lès-Bonfays ist eine französische Gemeinde mit 102 Einwohnern (Stand: 1. Januar 2022) im Département Vosges der Region Grand Est. Sie gehört zum Arrondissement Neufchâteau und zum Kanton Darney. Die Bewohner werden Fay-Pontois und Fay-Pontoises genannt.

## Geografie

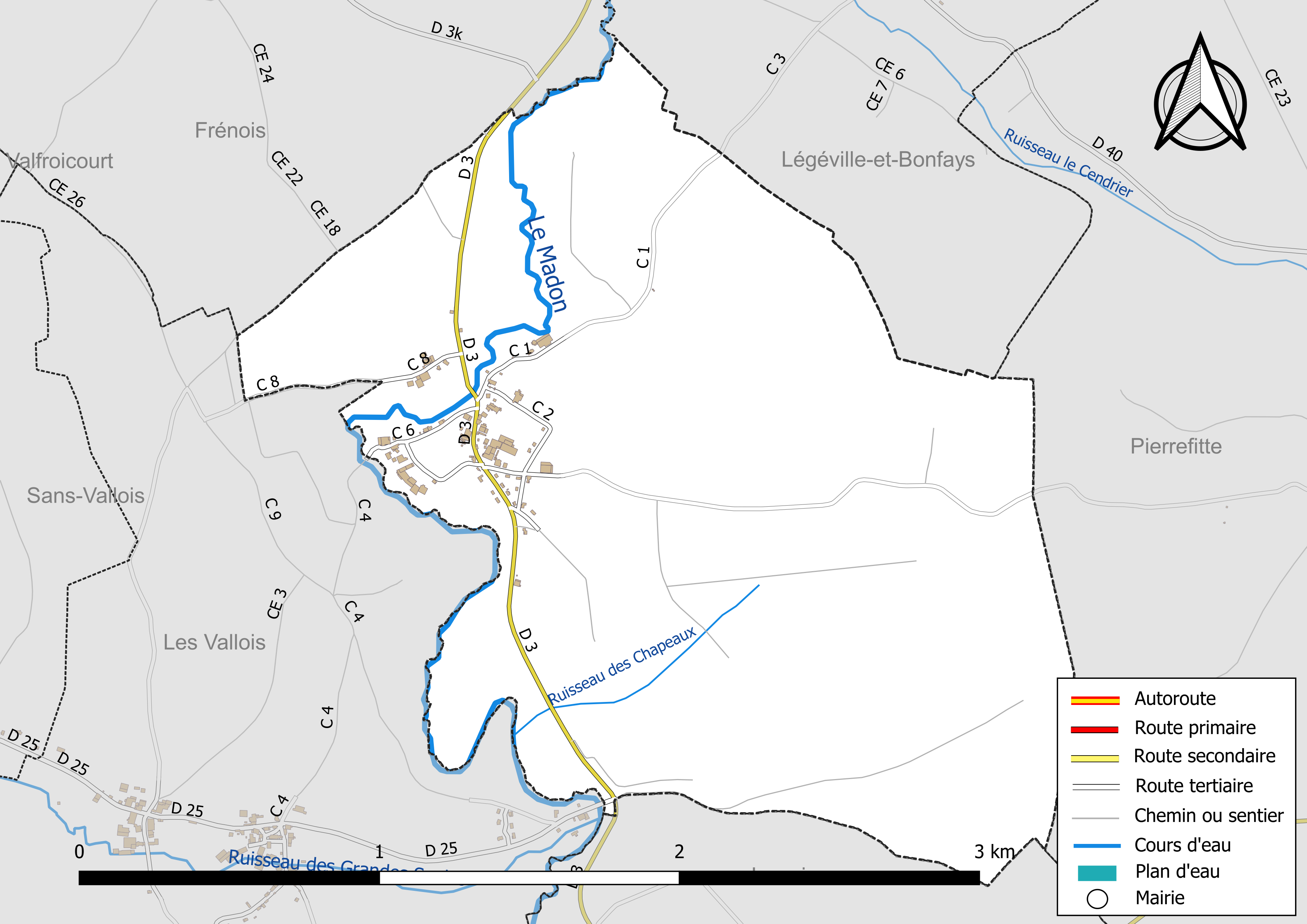
Gewässer und Straßen der Gemeinde

Die Gemeinde liegt am oberen Madon, etwa 15 Kilometer ostsüdöstlich von Vittel und etwa 26 Kilometer westlich von Épinal. Fast zwei Drittel der Fläche der Gemeinde werden landwirtschaftlich genutzt, ein Drittel ist von Wald bedeckt. Pont-lès-Bonfays liegt im Einzugsgebiet des Rheins und wird von den Flüssen Madon und Ruisseau de Chapeaux, der im Gemeindegebiet entspringt, entwässert. Umgeben wird Pont-lès-Bonfays von den Nachbargemeinden Légéville-et-Bonfays im Nordosten, Pierrefitte im Osten, Lerrain im Süden, Les Vallois im Westen sowie Frénois im Nordwesten.

## Bevölkerungsentwicklung
| Jahr                       | 1962 | 1968 | 1975 | 1982 | 1990 | 1999 | 2007 | 2012 | 2022 |
| Einwohner                  | 108  | 111  | 84   | 72   | 74   | 89   | 89   | 93   | 102  |
| Quellen: Cassini und INSEE |      |      |      |      |      |      |      |      |      |